# 存抵贷
存抵贷是一种贷款的衍生种。贷款者可以在银行的账户中存入资金，这时银行会根据之前和客户之间的协议，对贷款的剩余本金部分进行相应的抵扣，从而达到降低还贷数额的目的。这种产品和提前还款的最大区别在于：用于存抵贷的资金并没有还给银行，可以随时再次支取。